# 丝棘裸颊鲷
丝棘裸颊鲷（学名：Lethrinus nematacanthus）为輻鰭魚綱鱸形目鱸亞目龍占魚科裸颊鲷属的鱼类，俗名丝棘龙占、线棘裸颊鲷。分布于印度、日本、菲律宾、印度尼西亚、台湾岛以及中国南海等海域，棲息深度5-25公尺，體長可達25公分，属于热带底栖性鱼类，生活在沿岸沙泥底質海域、紅樹林沼澤、海草床，屬肉食性，以魚類、甲殼類等為食，可作為食用魚。该物种的模式产地在長崎和日本。

## 扩展阅读
維基物種上的相關：丝棘裸颊鲷